# Komisarz wojska zaporoskiego
Komisarz wojska zaporoskiego – urząd dowódcy Kozaków rejestrowych utworzony przez Sejm w Ordynacji Wojska Zaporowskiego z 1638 r. Zastąpił dotychczasowego starszego Kozaków. Wyznaczany był od Sejmu do Sejmu przez króla na wniosek hetmanów koronnych. Kandydat na komisarza musiał być rodowitym szlachcicem, w dziele rycerskim doświadczony.
Siedzibą urzędową komisarza był Trechtymirów.
Lista komisarzy:
- Piotr Komorowski h. Ciołek
- Mikołaj Zaćwilichowski
- Jacek Szemberg